# Didalera
La digital, didals, didalis, didalera o herba de Santa Maria (Digitalis dubia o Digitalis minor L.) és una planta perenne ornamental, endèmica de Mallorca, Menorca i Cabrera, que de maig a juny llueix flors rosades que pengen.

## Morfologia
Té tiges de 20 cm a 50 cm de llarg, simples o poc ramificades. Les seves fulles són oblongolanceolades, finament fistonades, i amb les venes secundàries ascendents prominents; les radicals, en roseta i atenuades en pecíol es troben quasi seques a la floració. Les llavors són llises i alveolades. Les flors estan disposades en raïm clar, amb els pedicels drets, no engruixits a l'àpex i quasi tan llargs com el calze. Les bràctees són lanceolatoagudes, més o menys tan llargues com els pedicels. El calze té les dents peludes i desiguals, la superior més curta que les altres i totes amb nervis paral·lels. La corol·la, que és rosada, pubèrulosa-glandulosa per fora i amb taques purpúries per dins, penja horitzontalment amb el tub ample i corbat. El lombe oblic és quasi bilabiat, amb el lòbul superior molt ample, enter o escotat. Els laterals són arrodonits, i el del mig és més ample. Té quatre estams didínams, anteres purpúries i càpsula ovoide i pubescent, amb dues cel·les que s'obren per dues valves. També s'han descrit formes de Digitalis dubia Rod. Fem amb fulles sense pèls i flors blanques.

## Utilitats
La digital es cultiva en els jardins com a planta medicinal i d'ornament.
Prendre tres tasses diàries d'una infusió de cinc grams de fulles de didalis per litre d'aigua regula els batecs massa accelerats del cor, rebaixa la temperatura del cos i augmenta la secreció de l'orina. S'ha d'emprar amb molt de mirament perquè és molt tòxica i, com diu el seu nom, amb el dit assenyala el camí de la mort.

## Hàbitat
Es troba a totes les muntanyes de la serra de Tramuntana, d'Alcúdia i d'Artà, penjada als penyals, principalment a partir de 400 metres d'altitud fins als cims més alts. Viu a penyes frescals i fissures de roques, tant a llocs ombrívols com assolellats, sovint colonitzant el substrat del peu de les parets rocoses. Es troba qualque pic amb flors blanques de les illes de Mallorca, Menorca i Cabrera.